# Asteroids
Asteroids (Астероїди) — популярна гра на ігрових автоматах, випущена Atari у 1979 році.

## Ігровий процес
Мета гри полягає в тому, щоб стріляти в астероїди і знищувати їх, уникаючи при цьому зіткнення з уламками. Ця гра стала однією з найвідоміших ігор «золотого століття аркадних ігор».

## Сиквели
З урахуванням успіху гри Asteroids були випущені три її продовження:
- Asteroids Deluxe (1980)
- Space Duel (1982)
- Blasteroids (1987)

Проте жодне із продовжень не стало популярнішим за оригінальну версію Asteroids.